# Liste der Monuments historiques in Saint-Hilaire-du-Bois (Gironde)
Die Liste der Monuments historiques in Saint-Hilaire-du-Bois (Gironde) führt die Monuments historiques in der französischen Gemeinde Saint-Hilaire-du-Bois auf.

## Liste der Bauwerke
| Bezeichnung       | Beschreibung              | Standort | Kennzeichnung | Schutzstatus | Datum | Bild |
| ----------------- | ------------------------- | -------- | ------------- | ------------ | ----- | ---- |
| Kirche St-Hilaire | Erbaut im 12. Jahrhundert | (Lage)   | PA00083752    | Inscrit      | 1925  |      |

## Liste der Objekte
| Bezeichnung           | Beschreibung          | Standort                        | Kennzeichnung | Schutzstatus | Datum | Bild |
| --------------------- | --------------------- | ------------------------------- | ------------- | ------------ | ----- | ---- |
| Glocke mit Aufhängung | Bronze, 1826 gegossen | in der Kirche St-Hilaire (Lage) | PM33001764    | Inscrit      | 1991  |      |